# Susi und Ueli Berger
Susi (* 30. März 1938 in Luzern als Susanna Ottilia Franziska Wyss; † 2. April 2019 in Ersigen) und Ueli (* 7. Mai 1937 in Bern als Ulrich Christian; † 8. November 2008 in Bern) Berger waren ein Schweizer Künstler- und Designerehepaar, welches ab den 1960er Jahren über fünf Jahrzehnte eine Zusammenarbeit in unterschiedlichen Bereichen wie Kunst, Grafik, Design, Innenarchitektur und Kunst am Bau pflegte. Sie sind besonders für ihre gemeinsame Tätigkeit im Bereich Möbeldesign bekannt.

## Leben
Die beiden lernten sich 1958 an der Kunstgewerbeschule in Bern kennen. Sie heirateten 1962 und lebten in Bern und Ersigen. Das Paar hat drei Kinder: Regine (* 1963), Babette (* 1964) und Sebastian (* 1967).

## Arbeit
Parallel zur gemeinsamen Tätigkeit verfolgten sowohl Susi als auch Ueli Berger eigene Projekte. Während Susi Berger insbesondere im Bereich Grafikdesign tätig war, beschäftigte sich Ueli Berger mit verschiedenen Kunstprojekten, alleine oder als Teil der Avantgarde-Gruppe „Bern 66“.
Ein genauer Zeitpunkt für den Anfang der Zusammenarbeit lässt sich nicht definieren. Ihre Beziehung war jedoch von Anfang an von einem regen Ideenaustausch geprägt. Dieser führte ab Anfang der 60er Jahre zu einer engen und fruchtbaren Zusammenarbeit beim Entwurf von Möbeln und ab den 70ern auch zu gemeinsamen Interventionen an Gebäuden und im öffentlichen Raum.
Das gemeinsame Gesamtwerk ist facettenreich und multidisziplinär. Es umfasst nicht nur Design, sondern auch Kunst, Szenografie, Kunsthandwerk, Keramik, Fotografie, Kunst im öffentlichen Raum und Grafik. Die Arbeiten und Werke lassen sich zum Teil nur schwer einer einzigen Disziplin zuordnen. Das Ehepaar bewegte sich oft an der produktiven Schnittstelle von Kunst, Design und Architektur, was sich vielleicht am besten an den gemeinsam entstandenen Kunstprojekten im öffentlichen Raum zeigt, wie beispielsweise bei einigen Kinderspielplätzen. Bei aller Vielfalt fanden sie jedoch immer wieder den Weg zum Möbeldesign zurück. Während ihrer Zusammenarbeit entwarfen sie über 60 Möbel, wobei etwa die Hälfte davon seriell produziert und verkauft wurde, während der Rest nur als Prototyp oder als Einzelentwurf existiert.
Die Positionierung des Designerehepaars innerhalb der Geschichte des Schweizer Designs zeichnet sich auch durch eine grosse Vielfältigkeit aus. Im Laufe ihrer Karriere als Möbeldesigner konnten sich Susi und Ueli Berger in unterschiedlichen Designströmungen einfügen. Vor allem Ueli Berger war anfänglich der sogenannten „guten Form“ verpflichtet, die bis Ende der 60er Jahre als die herrschende und etablierte Designströmung galt. Danach kamen die Abwendung von der „guten Form“ und der Einbezug von Pop-Elementen und Readymade-Prinzipien sowie von Ideen der Postmoderne. Neue Materialien und Technologien ermöglichten es dem Paar, Design anders zu denken und den Entwurfsprozess anders anzugehen. Trotz dieser Vielfalt an Strömungen und Elementen – oder vielleicht gerade deswegen – werden ihre Arbeiten als zeitlos und einzigartig in der Schweizer Designgeschichte betrachtet.
Susi und Ueli Bergers Arbeitsprozess kann als kollektiver Designprozess gesehen werden. Er zeichnete sich durch einen regen Dialog und Austausch zwischen den beiden aus. Er wurde auch als spielerisch, intuitiv, provozierend und verrückt bezeichnet. Ihre Devise lautete: „Nur eine neue Idee rechtfertigt ein neues Möbelstück“. Typisch für Susi und Ueli Berger war eine Arbeitsweise, die direkt am Modell begann und erst in einem zweiten Schritt zu einem Entwurf auf Papier führte. Unterschiedliche Situationen und Bedürfnisse im Familienalltag dienten als Inspiration für neue Möbelstücke, wobei zum Teil bereits vorhandene Materialien in einem neuen Zusammenhang benutzt wurden, wie z. B. im Falle des 5-Minuten-Stuhls.
Susi und Ueli Bergers Arbeit wurde auch stark durch ihre Zusammenarbeit mit spezifischen Möbelproduzenten beeinflusst und geprägt. Ab Ende der 70er Jahre begann beispielsweise eine langjährige Kooperation mit der Schreinerei Röthlisberger in Gümligen (BE), welche zur Produktion von Ikonen wie das Kung-Fu Regal (1981) oder den Schubladenstapel (1981) führte. Eine weitere wichtige Zusammenarbeit war diejenige mit der Firma Victoria Werke, welche zum Beispiel den Soft Chair zwischen 1969 und 1974 seriell produzierte.
Wann Susi und Ueli Berger begannen, gemeinsam Möbel zu entwerfen, lässt sich nicht genau sagen, und die Frage, wer welches Möbel „erfunden“ hat, verliert insofern an Bedeutung, als dass sämtliche Entwürfe Resultat eines kollektiven Designprozesses sind. Der Entwurfsprozess war ein kreativer und von Konflikten geprägter Dialog. Gerade wenn es darum ging, die eigene Rolle in ihrer Ehe – nach eigener Aussage eine „Dauerkrise“ – und im professionellen Alltag zu definieren; auch die geteilte Autorenschaft war zunächst keine selbstverständlich nach aussen getragene Haltung. Dass die Rollenverteilung auch mit Geschlechterstereotypen zu tun hatte, muss hier nicht weiter erwähnt werden, aber Susi und Ueli Berger ergänzten und befruchteten sich gegenseitig und waren überzeugt, dass kreatives Arbeiten im Alleingang nicht möglich sei.
2018 erschien ein umfassender Werkkatalog zum Produktdesign von Susi und Ueli Berger. Der Katalog wurde von einer Ausstellung im Museum für Gestaltung begleitet. (PA-DONG! Die Möbel von Susi und Ueli Berger, kuratiert von Renate Menzi, Juni 2018). Auftraggeber der Publikation war der Verein US Berger, Bern. Weitere Projekte für die Aufarbeitung des umfassenden Werkes sind in Planung.

## Werke (Auswahl)

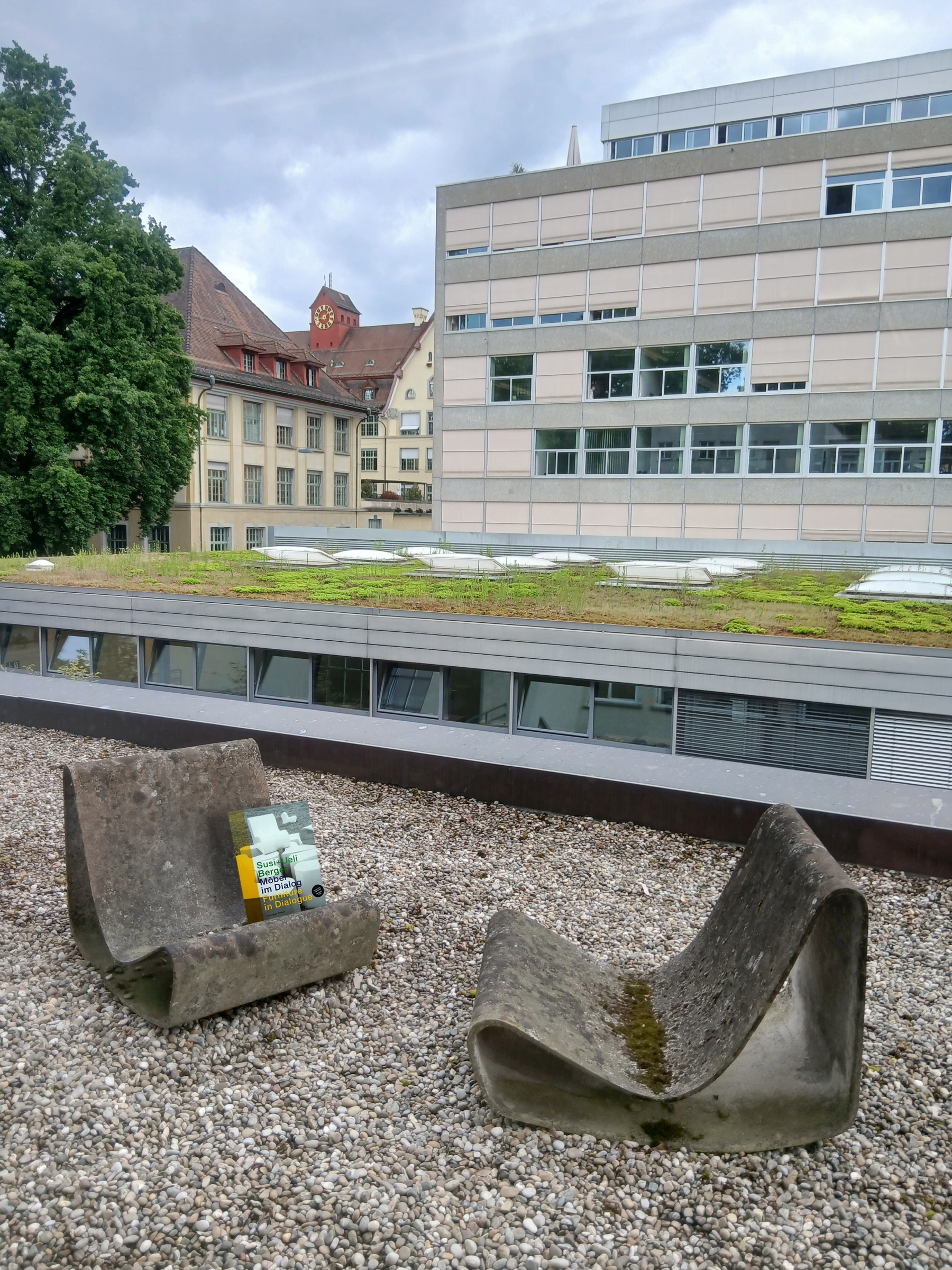
Soft Chairs. Museum für Gestaltung Zürich

Ab Beginn der 60er Jahre arbeitete das Designer- und Künstlerehepaar unter dem gemeinsamen Namen Susi und Ueli Berger.
- 1967 Soft Chair, Victoria-Werke AG, Baar

Der Soft Chair wurde erstmals in Zusammenhang mit einem „Sit-in“ des Schweizerischen Werkbundes gezeigt, bei dem Künstler und Designer angespornt wurden, das Konzept von Stuhl zu überdenken. Die Form des Soft Chairs wurde von Susi und Ueli direkt aus einem Polyurethanschuam-Block „geschnitzt“ und erst nachdem diese festgelegt war, kam es zum Entwurf auf Papier. Aufgrund des benutzten Materials und des Arbeitsprozesses entstand etwas Neues und Besonderes: Ein Stuhl ohne innere Tragstruktur, bei dem der Schaumstoff sowohl als Träger als auch als Polster dient. Diese „Sitzskulptur“ wurde später im Programm der Victoria Werke aufgenommen und zu einem erschwinglichen Preis vertrieben (1969–1974) und gilt bis heute als eines der bekanntesten Möbeldesigns von Susi und Ueli Berger.
- 1968 Multi-Soft, Victoria-Werke AG, Baar

Wie im Fall des Soft Chairs entstand der Prototyp des Multi-Softs aus der direkten Arbeit an einem Polyurethanschaum-Block. Der Multi-Soft besteht aus drei Sesselelementen, welche sich durch drei Reissverschlüsse verbinden und schnell und einfach in unterschiedliche Positionen bringen lassen. Er verkörpert somit die Idee eines multifunktionalen, an individuellen Bedürfnissen anpassbaren Möbelstücks und steht in diesem Sinne für das erwünschte ungezwungene Lebensgefühl am Ende der 60er Jahre.
- 1970 Wolkenlampe, Produktion: 1972–1979 Unbekannter Produzent, Bern; 1999 GEKA Kappeler, Zofingen; seit 2002 Grütter, Hombrechtikon. Vertrieb: 1972–1979 J. Lüber, Basel; 1999 Museum für Gestaltung Zürich (Edition 50 Stück); seit 2002 Wohnbedarf Basel.

Die Wolkenlampe gilt als einer der wenigen Schweizer Pop-Ikonen. Sie besteht aus zwei zusammengesetzten Polystyrol-Schalen, die zusammen die Form einer comichaften Wolke bilden und somit stark an die Ästhetik der Pop-Art erinnern. Die Wolkenlampe wird seit 2002 von Wohnbedarf Basel vertrieben.
- 1972 5-Minuten-Stuhl, Einzelstücke

Der 5-Minuten-Stuhl gibt als prägnantes Beispiel des Do-It-Yourself Verfahrens. Wie es oft der Fall war, ergab sich die Idee für dieses Möbelstück aus einer Alltagssituation der Familie Berger. Die zu wenigen Sitzmöglichkeiten im Garten inspirierten Susi und Ueli zum Entwurf eines Stuhls aus einer herumliegenden Rolle Drahtgeflecht.
- 1977 Reaktionstisch, Kleinserie, Röthlisberger, Gümligen BE

Mit dem Entwurf und der Produktion des Reaktionstisches begann die langjährige und fruchtbare Zusammenarbeit mit der Schreinerei Röthlisberger. Die Antihaltung im Entwurf dieses Stückes ist für die ganze Zusammenarbeit mit Röthlisberger bezeichnend.
- 1981 Kung-Fu, Röthlisberger, Gümligen BE

Das Kung-Fu Regal, welches in seiner Form an ein chinesisches Schriftzeichen und in seiner roten Farbe an traditionelle chinesische Möbel erinnert, ist ein weiteres typisches Beispiel für die Zusammenarbeit mit Röthlisberger. Es ist ein innovatives, ungewöhnliches Bücherregal, welches eine klare (und trotzdem spielerische) Abkehr von der klassischen Formsprache im Möbeldesign darstellt. Es bestand aus MDF Platten und wurde zwischen 1982 und 1989 produziert.
- 1981 Schubladenstapel, Röthlisberger, Gümligen BE

Inspiriert von einem Besuch im Brockenhaus, besteht der Schubladenstapel aus 7 Schubladen, die unregelmässig aus der Achse gedreht sind und zusammen geleimt eine funktionierende Kommode bilden. Seit 1982 ist das Möbel Teil der Röthlisberger Kollektion und wird bis heute produziert und vertrieben.

## Auszeichnungen
- 2010 Grand Prix Design für Susi und Ueli Berger, Bundesamt für Kultur, Bern (posthum für Ueli Berger)
- 2017 Berner Design Preis für Susi und Ueli Berger, Berner Designstiftung (posthum für Ueli Berger)

## Ausstellungen
- 1999–2001 Museum für Gestaltung Zürich, Monografische Ausstellung im Schaulager Werkschau Berger: Möbel und Objekte
- 2014 Museum für Gestaltung Zürich, 100 Jahre Schweizer Design, Gruppenausstellung
- 2018 Museum für Gestaltung Zürich, Ausstellung PA-DONG! Die Möbel von Susi und Ueli Berger